# Pseudoxyrhopus
Pseudoxyrhopus är ett släkte av ormar. Pseudoxyrhopus ingår i familjen snokar.
Arterna är med en längd upp till 75 cm små ormar. De lever på Madagaskar. Enligt enstaka fynd gräver de i lövskiktet eller i det översta jordlagret, ofta under trädstammar som ligger på marken eller under andra förmultnande växtdelar. Några av släktets medlemmar jagar groddjur. För nästan alla arter är okänt om de lägger ägg eller om de föder levande ungar.
Arter enligt Catalogue of Life:
- Pseudoxyrhopus ambreensis
- Pseudoxyrhopus analabe
- Pseudoxyrhopus ankafinaensis
- Pseudoxyrhopus heterurus
- Pseudoxyrhopus imerinae
- Pseudoxyrhopus kely
- Pseudoxyrhopus microps
- Pseudoxyrhopus oblectator
- Pseudoxyrhopus quinquelineatus
- Pseudoxyrhopus sokosoko
- Pseudoxyrhopus tritaeniatus